# Schwarzer Bock (Wiesbaden)

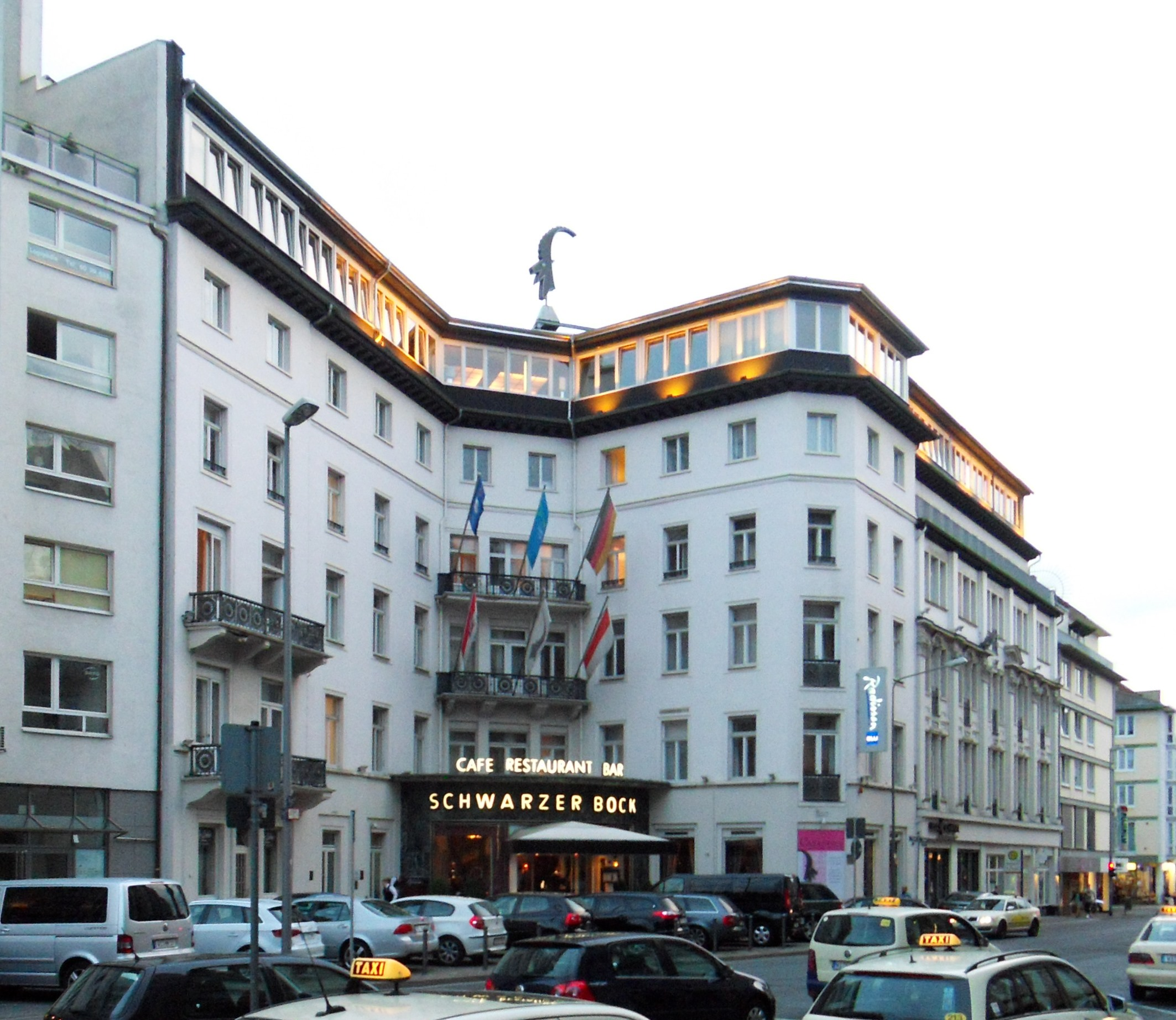
Hotel Schwarzer Bock in Wiesbaden

Das Hotel Schwarzer Bock, offiziell Radisson Blu Schwarzer Bock Hotel, Wiesbaden, ist ein Hotel in Wiesbaden. Es firmiert unter der Dachmarke Radisson Blu der Radisson Hotel Group.
Der Schwarze Bock befindet sich in der Innenstadt Wiesbadens am Kranzplatz in der Nähe des Kochbrunnens. Drei Häuser nördlich befindet sich das ehemalige „Hotel Rose“, in dem seit September 2004 die Hessische Staatskanzlei ihren Sitz hat.

## Geschichte

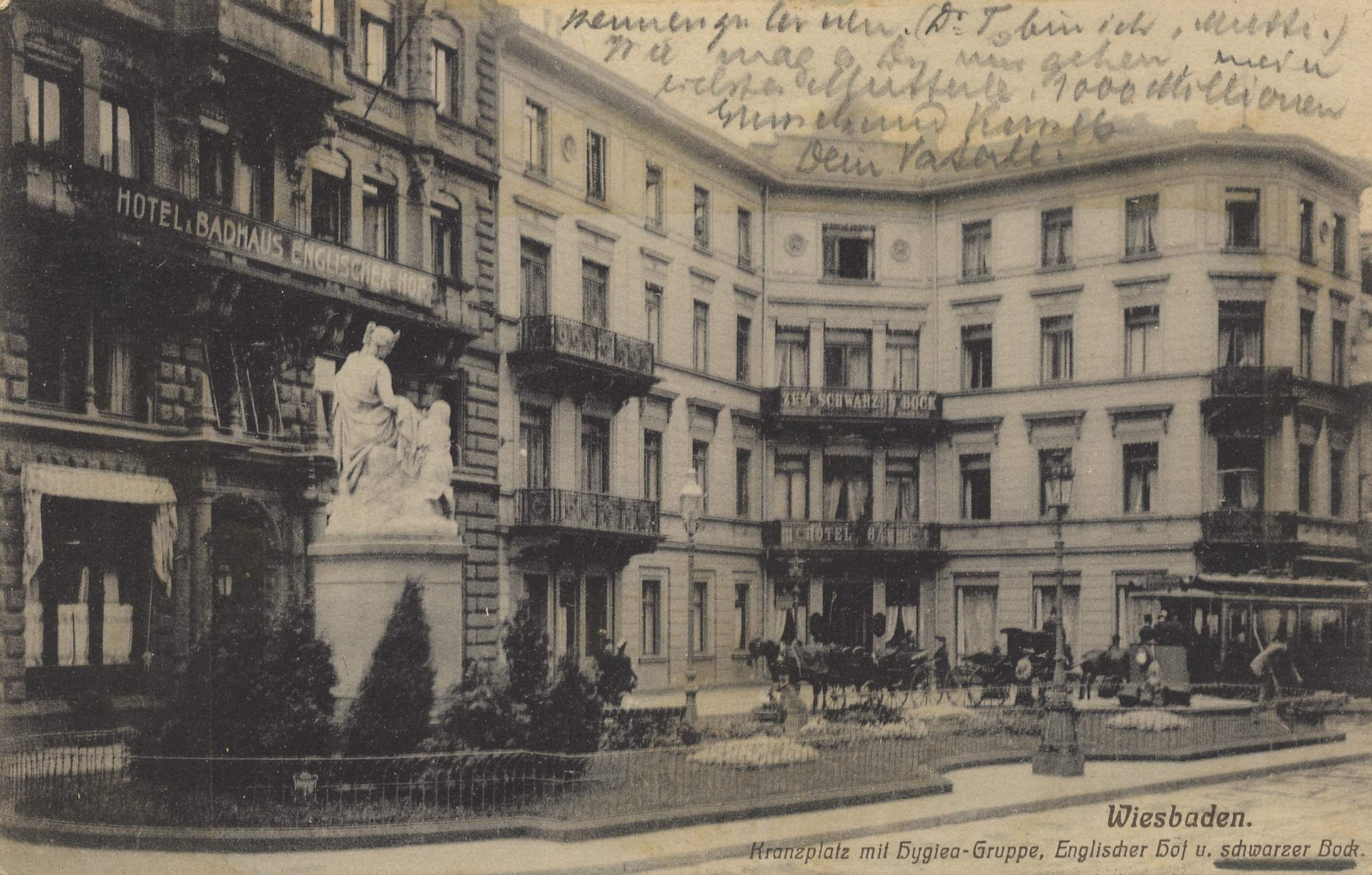
Kranzplatz, links Hotel & Badhaus Englischer Hof, rechts der Schwarze Bock, 1907

Die Geschichte des Areals lässt sich bis in die Zeit der Römischen Siedlung Aquae Mattiacorum zurückverfolgen. Im Keller des „Schwarzen Bocks“ fand man bei Bauarbeiten römische Grabsteine und Ziegel; außerdem stieß man auf Reste eines Hypocaustum, einer römischen Bodenheizanlage.
Am „Schwarzen Bock“ ist die erste belegte Jahreszahl von 1486 überliefert. Sie steht heute in der Tür der Bar des Hotels. Die ersten Nachrichten über Badehäuser in Wiesbaden stammen aus dem 14. Jahrhundert. Der erste Besitzer des Badehauses soll der Bürgermeister Philipp zu Bock gewesen sein. Nach seinen schwarzen Haaren sei das Haus „Zum schwarzen Bock“ genannt worden.
Erst ab 1450 benutzten die Wirte sogenannte Schilde, die ein entsprechendes Emblem trugen. So hing bei dem „Schwarzen Bock“ ein Schild zur Straße hinaus, das einen schwarzen Bock-Kopf zeigte. Im 16. Jahrhundert erlitt Wiesbaden großen Schaden durch Brände, die auch den „Platz am Bock“ zerstörten. Urkundlich wird erwähnt, dass das Haus 1578 von Hermann Burg neu aufgebaut wurde. Dann kam der Dreißigjährige Krieg und brachte Durchzüge von Kaiserlichen, Schweden, Franzosen und Spaniern; die Offiziere wurden in den Badehäusern untergebracht. Vor allem der „Bock“ wurde stark belegt. Plünderungen und Mordbrennereien waren an der Tagesordnung, so beschwerte sich Graf Johann beim Kaiser über die schlimmen Zustände in Wiesbaden.
Erst als Graf Johann von „staatswegen“ drohte, die verlassenen Grundstücke einzuziehen, wurde auch der „Bock“ wieder instand gesetzt. Aus dem Jahre 1662 ist überliefert, dass der „Bock“ wieder in Betrieb war, er hatte nun zwei Massenbäder. Als Eigentümerin wird 1662 Elisabeth Hoffmann, „die Pfarrerin im Bock“, aus Sonnenberg genannt, welche am 30. September 1676 Opfer der Hexenverfolgungen in Idstein wurde.
Zehn Jahre später hatte Wiesbaden wieder unter Durchzug der französischen Truppen Ludwigs XIV. zu leiden. Der Ort wurde mit Graben, Toren und Türmen gesichert. Im Jahr 1677 waren die Hauptschäden des Dreißigjährigen Krieges behoben und der „Bock“ wurde in der Liste der Badhäuser „Zum Schwarzen Bock“ genannt.

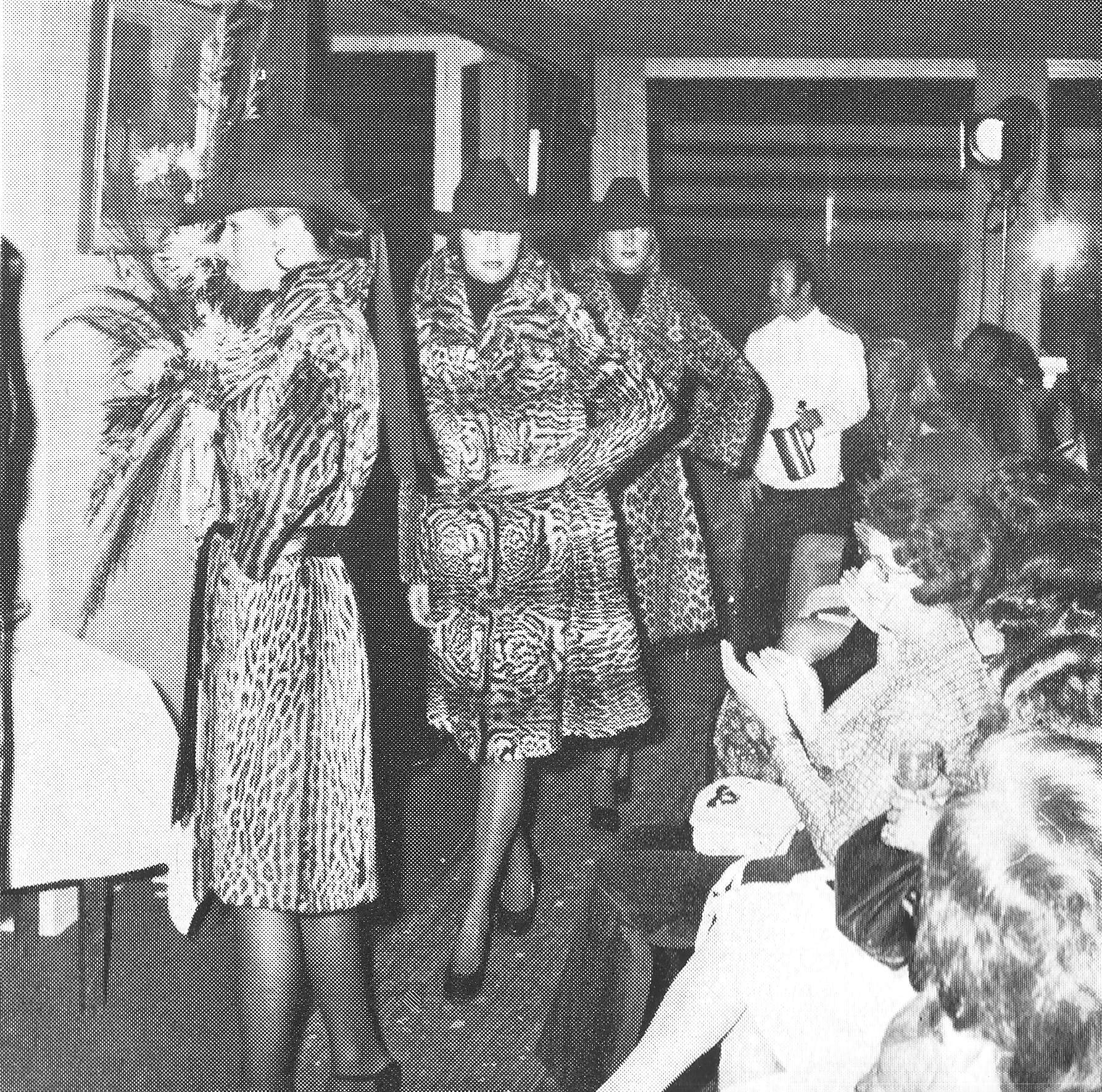
Pelzmodenschau im „Schwarzen Bock“, 1972

Der „Schwarze Bock“ wurde um 1712 neu erbaut und im gleichen Jahr durch den Erwerb des „Rindsfußes“ (später „Englischer Hof“) nebenan, nach der Spiegelgasse zu vergrößert. Der „Schwarze Bock“ florierte und erhielt 1736 die Auszeichnung „Badehaus ersten Ranges“. Johann Philipp Schramm, Besitzer des „Schwarzen Bocks“ seit 1717, war Kammerdiener des Fürsten Georg August Samuel und trat aus dessen Diensten aus, um die Witwe des „Schwarzen Bocks“ zu heiraten. Um sein Badhaus rentabel zu gestalten, richtete er ein Ross- und Pferdebad ein.
Nach dem Tode Schramms 1749 ging der „Schwarze Bock“ in die Hände des Chirurgen und Hospitalsverwalters Johann Daniel Freinsheim über, dessen Witwe das Badhaus bis 1779 weiterführte. Wegen der darauffolgenden Erbteilung wurden Haus und Inventar vom Stadtrat taxiert und diese Aufstellung gibt genau Kenntnis von der Einrichtung des Badhauses. Die Freinsheimer haben das Haus vermutlich nicht lange bewirtschaftet, denn zum Ende des Jahrhunderts übernahm es der Besitzer des Badehauses zu „Spiegel“, Ferdinand Daniel Bergmann. Dieser hatte das Pferde-Bad eingehen lassen. Der zu einem gediegenen Wohlstand gekommene Besitzer Bergmann starb 1818. Seine Frau führte noch vier Jahre den Betrieb weiter und übergab dann das Anwesen ihrem Schwiegersohn Christian Bauer, von Beruf Postsekretär. Bauer unterhielt neben dem Badehaus die Posthalterei und auch eine Weinwirtschaft.
1834 wurde der „Bock“ an das Ehepaar Rudolph verkauft, die das Badehaus 1860/61 an ihre beiden Töchter weitergaben. Das Haus hatte inzwischen 47 Räume und konnte täglich 50 Bäder abgeben. Im „Schwarzen Bock“ schrieb Dostojewski an seinem Roman Der Spieler.
1865 wechselte der Besitz des „Schwarzen Bock“ an den Kaufmann Theodor August Schäfer. Schäfer erwarb 1899 das anschließende, in der Langgasse gelegene, Gasthaus „Zur goldenen Kette“ dazu. Da seine Badehäuser bereits ein beachtliches Alter erreicht hatten und wohl den Ansprüchen der Kunden nicht mehr gewachsen waren, entschloss sich Schäfer den „Schwarzen Bock“ und die „Goldene Kette“ abzureißen. An ihre Stelle trat noch vor dem Ersten Weltkrieg ein moderner Neubau. Nach Vereinigung der „Goldenen Kette“ mit dem Badehaus „Zum Schwarzen Bock“ befanden sich sämtliche Quellen auf dem Gelände des „Schwarzen Bock“ und dessen Besitzer griffen den Gedanken auf, sie zu einer Quelle zu vereinigen und diese neu zu fassen. Man wollte dadurch eine Vereinfachung der bisherigen Besitz- und Anteilsverhältnisse und eine Verbesserung der hygienischen Zustände herbeiführen.
Eine diesbezügliche Vorlage beim Magistrat wurde genehmigt: Die Stadt stellte die Anlage her und die Kosten wurden anteilsmäßig auf die Badehausbesitzer verteilt. Die neue gemeinsame Quelle erhielt den Namen „Drei Lilien Quelle“ in Anlehnung an die im Wiesbadener Wappen befindlichen drei Lilien. 1906 war die neue Anlage fertig. 1929–31 errichtete man zusätzlich zu den bisher im Erdgeschoss liegenden Badezellen Etagenbäder. Auch der linke Seitenflügel wurde in dieser Zeit aufgestockt und so erhielt der „Schwarze Bock“ sein späteres Aussehen.
Im Zweiten Weltkrieg wurden die Obergeschosse zerstört. Nach Beendigung des Krieges hielten die Amerikaner das Gebäude zwölf Jahre besetzt; unter anderem bezog hier der Organisator der Berliner Luftbrücke, General William Henry Tunner, 1948–49 sein Hauptquartier.  Erst 1957 erhielt Karl-Heinz Schäfer das beschädigte Hotel zurück. Im Herbst 1957 waren die Renovierungsarbeiten abgeschlossen. Die Fassade war weitgehend erhalten geblieben, nur hatte man bei der Renovierung Änderungen vorgenommen, die das Haus jetzt viel nüchterner zeigten. Die Risalite um die Fenster verschwanden sowie auch andere Verzierungen. An zwei Etagen in der Langgasse sind die alten, prächtigen Fassaden erhalten geblieben. Der Dachstock erhielt einen neuen Aufbau.
1987 verkaufte die Familie Schäfer. Kurz darauf erfolgte ein weiterer Inhaberwechsel, bis das Hotel schließlich 1994 an die Deutsche Interhotel GmbH veräußert wurde. Seit 1995 steht es unter dem Management von Radisson Blu.

## Ingelheimer Zimmer
Die Ausstattung des Ingelheimer Zimmers stammt aus dem Ingelheimer Schloss. Die einzelnen Teile wurden durch Baron Ludwig von Erlanger auf Reisen gesammelt und im Ingelheimer Schloss in den Jahren 1880–1882 eingebaut. Sie dienten dort als Esszimmer. Von dort kam die Einrichtung in den „Schwarzen Bock“. Die Teile stammen aus Italien, Nordfrankreich, den Niederlanden und Norddeutschland. Einzelne Stücke wurden ergänzt und durch den Möbelschreiner Dickermann aus Frankfurt am Main zusammengestellt.
Die Schnitzereien stellen in bunter Reihe Wappen alter Adelsgeschlechter, Symbole und Ornamente dar. Es folgen Darstellungen aus der Bibel, zum Beispiel die Heiligen Drei Könige, die Beschneidung Christi und andere. Die Decke ist eine Anfertigung aus dem Jahre 1881, vermutlich in Frankfurt am Main hergestellt. Die Glasfelder zeigen unter anderem eine gotische Darstellung des Ave Maria und zwei Apostelköpfe. Bemerkenswert ist ferner die „Schweizer Scheibe“. Die übrigen Stücke sind neu.

## Thermalquelle
Das Hotel verfügt über eine eigene Thermalquelle mit 36 Grad Celsius, die durch hauseigene Badeanlagen genutzt wird.